# Секреция (геология)

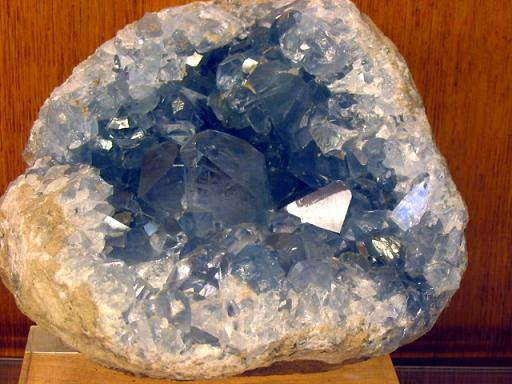
Секреция с крупными кристаллами целестина

Секреция — минеральный агрегат, образующийся в результате заполнения неправильной, но обычно округлой формы, полости минеральным веществом. Характерной особенностью многих секреций является последовательное концентрически послойное отложение вещества по направлению от стенок пустоты к центру. Часто в центре секреций располагаются друзы. Наиболее известны секреции халцедона в миндалинах базальтов, риолитов, и кавернах известняков. Отдельные слои нередко отличаются друг от друга по цвету или составу. Мелкие пустоты обычно полностью заполнены минеральным веществом. Иногда центральная часть секреций выполнена радиально-волокнистыми агрегатами какого-либо минерала (например, цеолитами). В центре крупных пустот нередко наблюдается полость, стенки которой покрыты друзами кристаллов или натёчными образованиями. Мелкие секреции (до 10 мм в поперечнике) называются миндалинами, крупные — жеодами. Образование секреций обычно связано с гидротермальными или гипергенными процессами.